# Simon Gate

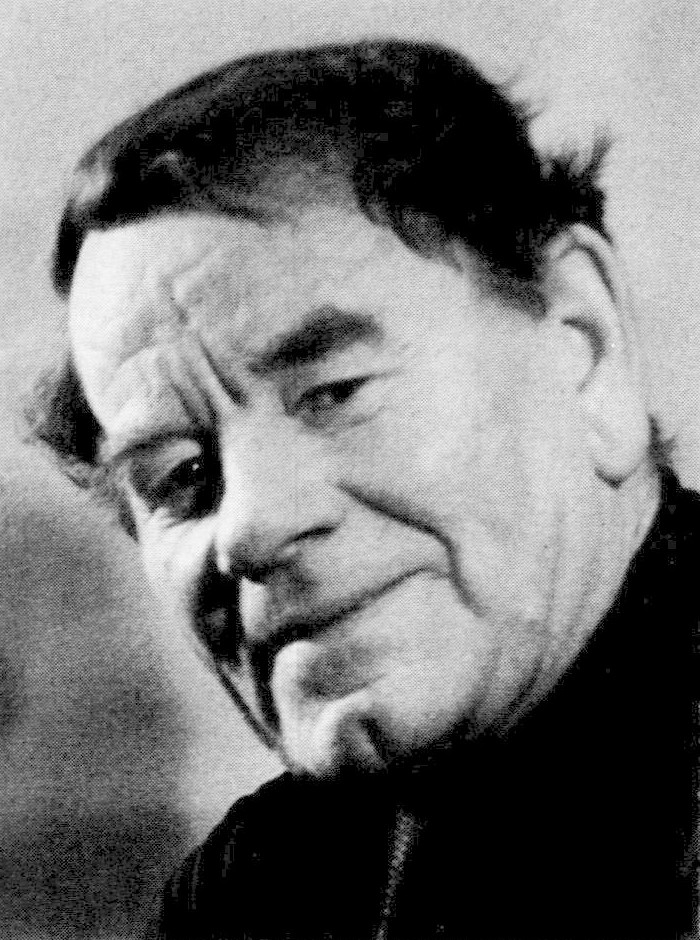
Simon Gate

Simon Gate (* 1883; † 1945) war ein schwedischer Maler, Designer und Glaskünstler.

## Leben
Simon Gate war Buchillustrator und Porträtmaler, bevor er 1916 zur Glashütte in Orrefors kam. Zusammen mit Edward Hald, der 1917 bei Orrefors angestellt wurde, trug er wesentlich zur ersten Glanzzeit des Unternehmens bei. Durch Experimente mit mehrfarbigen Glasrohlingen gelang es ihm und dem Glasbläsermeister Knut Bergkvist, das sogenannte Graalglas zu entwickeln. Hierbei wird das mehrschichtige Glas nach der Kühlung durch Gravieren, Schleifen oder Sandstrahlen weiterbearbeitet, wodurch farbige Muster und Reliefs entstehen. Danach wird das Glas erneut erwärmt und bekommt eine zusätzliche Schicht Klarglas. Schließlich wird es in seine endgültige Form geblasen. Heute gehört Graalglas von Orrefors weltweit zu vielgesuchten Kunstglasgegenständen in Sammlerkreisen.
Simon Gate machte sich auch einen Namen als geschickter Glasgraveur. Er dekorierte seine Urnen, Vasen und Pokale mit Festumzügen, tanzenden Frauen und anderen lebensbejahenden Motiven. Auf der Exposition internationale des Arts Décoratifs et industriels modernes in Paris gewann er 1925 den Grand Prix, wonach seinen und Edward Halds Arbeiten der internationale Durchbruch gelang und die Hütte Orrefors Weltruhm erlangte. Der Begriff „Swedish grace“ wurde in England geprägt, als die schwedische Variante der Art déco. Zu Simon Gates öffentlichen Arbeiten zählen die Spiegel und Glasarmaturen im Stockholmer Konzerthaus und die Ausschmückungen im schwedischen Luxusliner Kungsholm.

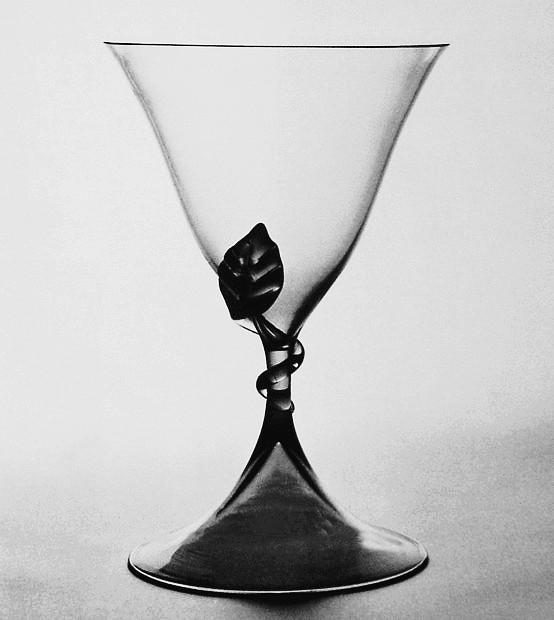
Arbeit von 1924
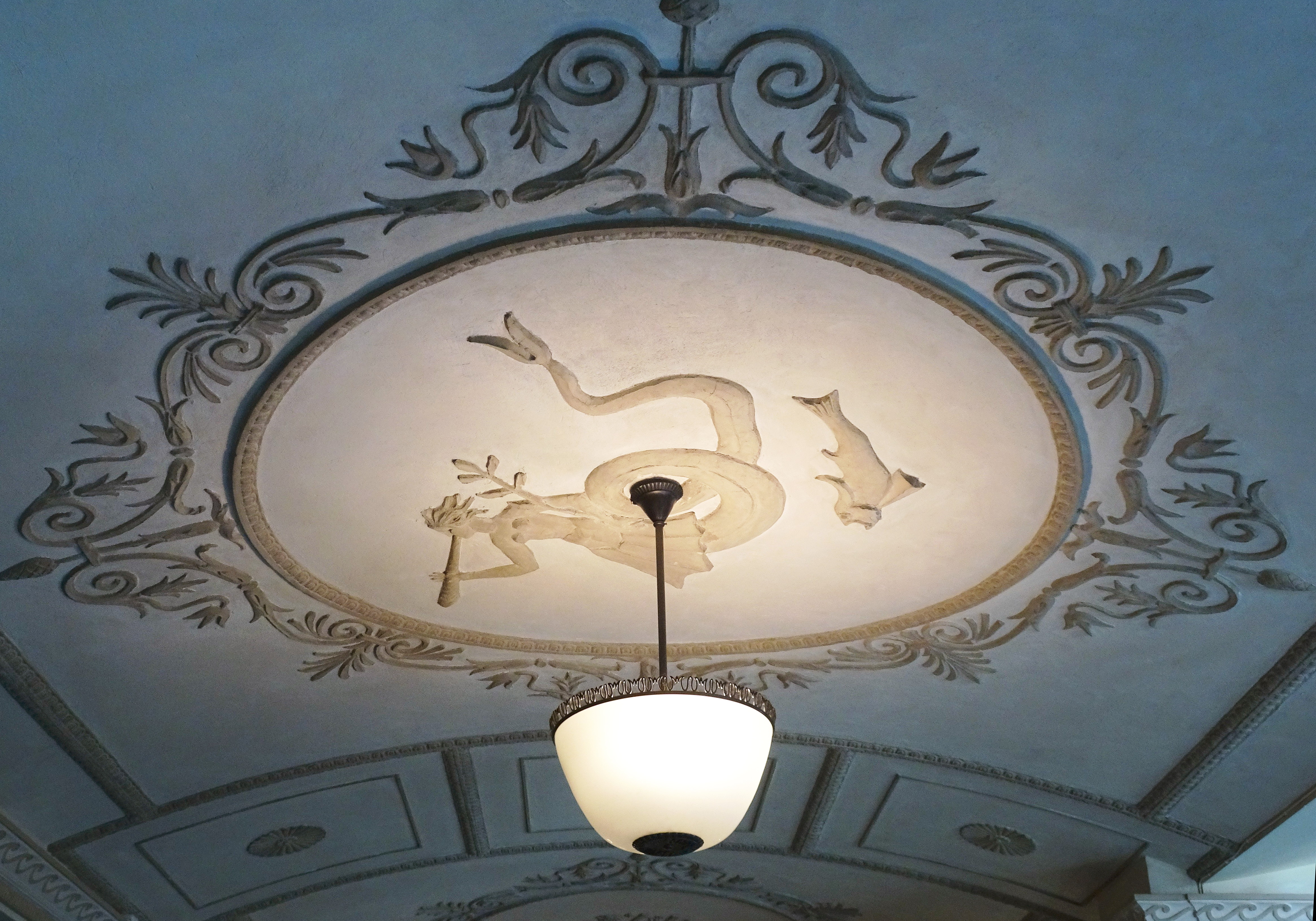
Stockholmer Konzerthaus